# Sabiha Gökçen
Sabiha Gökçen, turška pilotka, * 22. marec 1913, Bursa, Osmansko cesarstvo (sedaj Turčija), † 22. marec 2001, Ankara.
Leta 1937 je postala prva turška pilotka, ki je opravila bojni polet. Po nekaterih virih, med njimi je tudi Guinnessova knjiga rekordov, je sploh prva bojna pilotka (ženskega spola) v zgodovini letalstva, vendar so ženske opravljale bojne polete že med prvo svetovno vojno več desetletij pred tem. Bila je posvojenka turškega voditelja Mustafe Kemala Atatürka in državni mediji so jo intenzivno promovirali kot vzor sodobne turške ženske, zato ima še zdaj zvezdniški status v Turčiji. Po njej je poimenovano Mednarodno letališče Sabihe Gökçen, eno od dveh letališč, ki oskrbujeta Carigrad.
Kot majhen otrok je osirotela. Atatürka je srečala med njegovim obiskom v Bursi leta 1925 in ko je spoznal, v kakšnih razmerah živi z brati, jo je na njeno prošnjo da bi se šolala vzel s seboj ter posvojil. Priimek Gökçen (turško gök - nebo, gökçen - nebesni) ji je dodelil ob uvedbi zakona o priimkih leta 1934, čeprav takrat še ni izrazila zanimanja za letalstvo. Obiskovala je kolidž za dekleta v Carigradu, nato pa se je navdušila nad letenjem in bila na Atatürkov ukaz sprejeta kot prva ženska v civilno letalsko šolo ter trenirala jadralno letenje. Z nekaj sošolci se je udeležila tudi izpopolnjevanja v Sovjetski zvezi, nato pa se je vpisala na akademijo vojaškega letalstva v Eskişehirju, kjer se je šolala na različnih bojnih letalih. Udeležila se je več vojaških vaj in leta 1937 opravljala bombne misije proti kurdskim upornikom med vstajo v Dersimu. Naslednje leto je izvedla odmeven petdnevni demonstracijski prelet držav Balkana. Kasneje je delovala kot letalska inštruktorica in članica uprave civilnega letalstva.
Nekaj let po njeni smrti je raziskovalni novinar Hrant Dink objavil trditev, da je bila po rodu Armenka, kar je sprožilo buren odziv Turkov zaradi tabujev, ki še vedno obdajajo turško-armenske odnose. Dinku so večkrat grozili s smrtjo in v začetku leta 2007 ga je dejansko umoril sedemnajstletni turški nacionalist. Njena posvojena sestra je v intervjuju zatrdila, da je bila Sabiha Gökçen namesto tega bošnjaškega porekla.